# ショベルナイト
『ショベルナイト』（Shovel Knight）は、アメリカのゲームソフト開発会社ヨットクラブゲームズが開発したアクションゲーム、および同作の主人公の名前。2014年6月26日にPC、Wii U、ニンテンドー3DS用ソフトとして発売され、以降様々な家庭用ゲーム機向けに移植されている。

## 概要
水色のプレートアーマーで身を包み、ショベル型の武器「ショベルブレード」を手にした騎士・ショベルナイトの冒険を描いた作品。ショベルブレードを用いた敵への攻撃や地形の掘削など様々な技やアイテムを駆使し、サイドビューで描かれた多様なステージを攻略する。
本作のグラフィックは、Nintendo Entertainment System（日本のファミリーコンピュータ（ファミコン）に相当するゲーム機、以下NES）のゲームソフトのように色数を限定したドット絵で描写されており、これに背景の多重スクロールなどの現代的な表現を加えている。また、サウンドにおいてもNESの音源やコナミのファミコン用音源チップ「VRC VI」の音を使用したチップチューンが採用されている。
ソフトの発売後、ショベルナイトと能力の異なるキャラクターを主人公とする新規モードが順次配信された。なお、追加モード第2段「ショベルナイト:スペクターオブトーメント」の配信以降は、本作のPC版および欧米での販売タイトルが『SHOVEL KNIGHT』から『Shovel Knight: Treasure Trove』に変更されている。
後述のように、インディーゲームを中心とする様々な作品において、ショベルナイトがゲストキャラクターとして登場している。
スピンオフ作品として、Vineと共同開発した『ショベルナイトポケットダンジョン』が2021年12月13日に発売され、Nitromeとの共同開発による『Shovel Knight Dig』が2022年9月23日（日本時間では9月24日）に発売された。

## ゲームモード

### ショベルナイト:ショベルオブホープ
『ショベルナイト:ショベルオブホープ』（英題：Shovel Knight: Shovel of Hope）は、ソフトの発売当初より収録されているモード。サブタイトルの「ショベルオブホープ」は「Treasure Trove」対応時より付記された。
ショベルナイトを操作キャラクターとするメインストーリーが展開される。かつて共に冒険していた女性騎士シールドナイト（Shield Knight）が「運命の塔」で行方不明となり失意に暮れていたショベルナイトが、世界の破滅を目論む女帝エンチャントレス（Enchantress）と配下のボクメツ騎士団（Order of No Quarter）の出現を機に討伐の旅へ向かうことになる。
マップ画面はすごろくのように表示され、各ステージや拠点のマスにショベルナイトを移動させ選択する。フィールドの一部では施錠されているマスがあり、対応するステージをクリアすることで開錠され通行できるようになる。また、フィールドには時折敵キャラクターなどが現れ、接触するとサブステージが開始される。
各ステージは主に横スクロールで進行する。途中でミスすると所持しているゴールド（お金）の一部がその場に漂うが、再プレイ時に取り戻すことができ、取得前に再度ミスした場合は失われる。ステージ内にはチェックポイントのオブジェがあり、これを通過するとミスした際にこの場所から再開できるが、オブジェを破壊して無効化する代わりにゴールドを得ることもできる。ステージ最後に待ち構えるボスキャラクターを倒せばステージクリアとなる。
前述のように、通常の使用武器としてショベルブレード(Shovel Blade)を用い、前方向や下方向を攻撃する。このうち、ショベルブレードを下に向けるアクションは、下側の一部の地形を崩したり、空中に浮かぶ物や敵を突いて再度ジャンプしたりする際にも用いる。
特殊能力として以下の「レリック(Relics)」を用いる。レリックの使用時には、「リンゴマスの聖杯」を除き魔力を消費する。
- ファイアロッド(Flare Wand) - 前方に火の玉を発射する。
- ダストナックル(Dust Knuckles) - 前方に土壁がある場合に内部を突き進む。
- 錬金コイン(Alchemy Coin) - 地上で前方にコインを発射する。この技で敵を倒すと通常より多くのゴールドを落とす。
- 戦の角笛(War Horn) - 大きな音を出し周囲の敵を攻撃する。
- つりざお(Fishing Rod) - ステージ内の特定個所で糸を垂らすと魚が釣れる。
- フェーズペンダント(Phase Locket) - 数秒間無敵になる。
- 投げ錨(Throwing Anchor) - 錨を放物線上に投げる。
- モバイルギア(Mobile Gear) - ショベルナイトが上に乗ると前進する小型装置。幅の狭い穴を自動で飛び越え、棘の地形の上も移動できる。
- プロペラダガー(Propeller Dagger) - 空中で前方に突進しより遠くへ飛べる。
- カオススフィア(Chaos Sphere) - 跳ねながら移動する球体を発射する。
- リンゴマスの聖杯(Troupple Chalice) - リンゴマスキングから「霊液(Ichor)」を注いで使用する容器。霊液は、体力と魔力を全回復する「回復の霊液(Ichor of Renewal)」、10秒間無敵になる「勇気の霊液(Ichor of Boldness)」、60秒間周囲のアイテムを引き寄せる「幸運の霊液(Ichor of Fortune)」の3種類がある。

ゲームクリア後には、特殊な条件が課された短めの各ステージのクリアを目指す「チャレンジモード」、クリア時のアイテム取得状況を保持した上で高難度のゲームを新たに始める「ニューゲーム+」、ゲーム内の楽曲を聴くことができる「サウンドテスト」の3つのモードが解禁される。この仕様は、後述のモードでも共通している。
「Treasure Trove」より、ショベルナイトを含む主要キャラクターの性別を変更する「ボディスワップ」機能が搭載された。変更後はグラフィックが他方の性別のものに差し替えられるほか、一部人名や文章内の一部語句も置き換わる（「Enchantress」→「Enchanter」、「her」（彼女を）→「him」（彼を）など）。なお、英語版以外ではグラフィックの変更のみで人名・語句は変更されない。

### ショベルナイト:プレイグオブシャドウズ
『ショベルナイト:プレイグオブシャドウズ』（英題：Shovel Knight: Plague of Shadows）は、2015年9月17日に無料配信されたモード。配信当初は「ショベルオブホープ」のクリア後にプレイできる仕様だったが、「Treasure Trove」以降はクリア前でもプレイ可能となった。
ボクメツ騎士団のメンバーである錬金術師プレイグナイト（Plague Knight）を操作キャラクターとする「ショベルオブホープ」のサイドストーリーで、飲めばどんな望みでも叶うという究極のポーションを練成すべく、その材料を持つボクメツ騎士団員たちのもとをプレイグナイトが訪れる。物語の中では、共に目的達成を目指す女性錬金術師モナ（Mona）との関係性がテーマの一つとなっている。
ステージ等を選択するマップやステージ構成、ボスキャラクターの行動パターンは「ショベルオブホープ」とほぼ同じものを用いている。ただし、一部ステージではこのモード専用のエリアが存在する。
プレイグナイトはショベルナイトよりも通常のジャンプが低いが、ジャンプ中に再度ジャンプすることが可能。また、コントローラの攻撃ボタンの長押し後に離すと発動する「ボムバースト」により大きくジャンプできる。
通常の攻撃手段としてボム（爆弾）の投擲を行う。このボムは性能のカスタマイズが可能で、モナの研究室で購入できるパーツの組み合わせにより変化する。パーツの種類は、投擲時の軌道に関する「シェル」、爆発形態に関する「火薬」、爆発のタイミングに関する「信管」の3つに分類される。また、前述のボムバーストに特殊効果を付加する要素も同研究室で購入する。なお、パーツの品揃えは、各ステージに複数配置されているアイテム「サイファーコイン」を一定数集めるごとに追加される。
特殊能力として以下の「アルカナ」を用いる。使用時には魔力を消費するが、この魔力は時間経過とともに自動回復する。
- ビッグボム - 通常よりも大きい爆弾を放り投げ広範囲を爆撃する。
- スモークボム - 数秒間無敵になる。
- ルアーボム - 自走式爆弾を前方に放つ。「ショベルオブホープ」のつりざおと同様に、特定箇所に落とすとアイテムが現れる。
- バレル - 空中に足場を創り出す。この足場は一定時間経過後に落下し爆発する。
- ダッシュフラスコ - 障害物にぶつかるまで高速で走り続ける。
- バーサクビール - 物体が周囲を一定時間回転し、当たった敵にダメージを与える。
- ヒル液 - 使用後の一定時間、敵にダメージを与えるのと同時に体力が回復するようになる。
- 波動の杖 - ジャンプしながら上方を攻撃する。
- 追撃の杖 - 前方を素早く攻撃する。

### ショベルナイト:スペクターオブトーメント
『ショベルナイト:スペクターオブトーメント』（英題：Shovel Knight: Specter of Torment）は、2017年3月3日発売のNintendo Switch版には初めから同梱され、他機種版では2017年4月5日以降に順次無料配信されたモード。PC版および欧米ではこのモード単体の販売も行われている。
ボクメツ騎士団のメンバーである死神スペクターナイト（Specter Knight）を操作キャラクターとする「ショベルオブホープ」の前日譚で、騎士団の結成を目論むエンチャントレスの命を受けたスペクターナイトが各地で騎士集めに奔走し、かつての人間の姿を取り戻せるという報賞の獲得を目指す。作中では、スペクターナイトがエンチャントレスの僕となるまでの経緯を描く回想イベントが随時挿入される。
このモードでは以前のモードのようなマップが無く、拠点で目的のステージを指定して瞬時に移動する。また、「プレイグオブシャドウズ」の時とは異なり、ステージ構成やボスキャラクターの行動パターン、ボス戦全般の演出が一新されている。
通常の使用武器として鎌を用いる。この鎌は、敵への直接攻撃のほか、空中で特定の物や敵に対して鎌を振るうことで「ダッシュ斬り」を行い斜め上または斜め下に高速移動することができる。また、これとは別に、ステージ内の一部の壁を短時間駆け上がる能力も持つ。
特殊能力として以下の「秘宝」を用いる。使用時には闇（魔力）を消費する。各ステージに複数配置されているアイテム「赤いガイコツ」の一定数を拠点で交換することで入手でき、ゴールドを追加で支払うと能力が強化される。なお、入手直後には短いチュートリアル用ステージをプレイすることになる。
- カマブーメラン - 鎌が前方一定距離を飛んだあと手元に戻る。
- 恐怖のツメ - 前進しながら前方を攻撃する。
- ランタンバリア - 周囲に火の玉を発生させ、任意のタイミングで前方に発射できる。火の玉は発射前の段階で敵に当てると大きくなり、発射時の与ダメージが増加する。
- はずみ魂 - 魂の塊が周囲を跳ねまわる。
- ジャッジメントダッシュ - 最も近い場所にいる敵に突進し攻撃する。突進時は間に壁があっても通り抜ける。
- スケルトン兵 - 召喚した骸骨兵士がその場で前方に気弾を発射し続ける。この兵士は任意のタイミングで爆発させることができる。
- カマスパイダー - 鎌が地面や壁に沿って前進する。
- 意思のスカル - 意思（体力）を回復する。
- シャドウミラー - 前方に生み出した分身がスペクターナイトと同じ動きをする。
- フロートフェザー - 一時的に宙に浮くことができる。
- クロノスコイン - スペクターナイト以外の周囲の動きを一時的に遅くする。
- マキビシ - 撒菱を地面に撒き、敵が接触した時にダメージを与える。回想イベントステージのみ使用可能。

「ニューゲーム+」のプレイ時には、「意思」と「闇」が一つのゲージとなり常に減り続ける仕様となる。

### ショベルナイト:キングオブカード
『ショベルナイト:キングオブカード』（英題：Shovel Knight: King of Cards）は、2019年12月10日（ニンテンドー3DS・Wii U以外の日本版は12月11日）に無料配信されたモード。PC版および欧米ではこのモード単体の販売も行われている。当初は2019年4月9日に配信予定とされていたが、品質の向上を理由として延期がアナウンスされた。
ボクメツ騎士団のメンバーである僭王キングナイト（King Knight）を操作キャラクターとする「スペクターオブトーメント」の前日譚で、王座に就く前の出来事が描かれている。世間で大流行しているトレーディングカードゲーム「ジョスタス」（Joustus）の大会の開催が噂される中、普段から王を気取り周囲から「王様ごっこ」と揶揄されていたキングナイトは、大会のジャッジを務める3人の王を倒して「キング・オブ・カード」の称号を得ようと奮起し冒険へ出る。
「ショベルオブホープ」などと同様にマップ上でステージを選択する方式をとっている。これまでのようにステージ最後にボスが登場するという場面は限られ、多くのステージではゴール地点に到達すればクリアとなる。
通常攻撃では、前方に瞬間的にダッシュし体当たりする「ショルダーバッシュ」を行う。この技を敵や壁にあてた直後にはキングナイトの体がスピンして僅かに浮き、下方向の地形の破壊や敵への攻撃を行うことができる（ショベルナイトの下方向の攻撃に類似している）。拠点でアイテムを購入することで追加効果を得ることも可能。
特殊能力として以下の「家宝」を用いる。使用時には「気力」を消費する。家宝は主に、「スペクターオブトーメント」の秘宝のようにチュートリアルステージをクリアすることで取得できるが、プレイするには各ステージなどで手に入る「名誉メダル」が一定数必要となる。
- プロペラスピアポニー - プロペラのついた「スピアポニー」を前方一直線上に発射する。
- ボムラット - 爆弾を背負ったネズミを前方に放ち、敵への攻撃や一部の壁の破壊を行うことができる。途中で走行向きを変えることも可能。
- バブルガエル - 泡の中に入り空中を漂う。ショルダーバッシュを使うと泡から飛び出す。
- スウィフトセプター - 一直線上に高速ダッシュし敵を体当たりで倒せる。水面も走ることができる。
- ジャイロブーツ - 竜巻のように体を回転させ、敵を体当たりで倒せるほか、壁にぶつかるとのぼることができる。
- ヒールハンマー - 柄の長いハンマーで攻撃し、敵を倒すと体力回復のハートが現れる。攻撃までの動作が少し遅い。
- デュエルグローブ - 前方の敵に素早い平手打ちで攻撃する。
- ターンコート - 敵が発射した弾などが当たる寸前に発動させると、向いている方向へ反射することができる。
- スコーチセイバー - 炎をまとった剣を持って空中で回転した後に垂直落下し地面に叩きつける強力な攻撃を行う。
- 紙吹雪トランペット - 画面中に紙吹雪を放ち広範囲の敵を攻撃する。また、ミスした際に漂うゴールドが画面内にある場合、紙吹雪にあてて取得できる。
- 布告 - キャラクターを召喚するアイテム。一度使用するとなくなる。物語の中盤以降で拠点に現れる「リンゴマス」から購入できるほか、一部ステージの宝箱からも入手できる。以下の3種類があるが所持できるのは2つまで。
  - 回復の布告 - 「リンゴマス」を召喚し、25秒間、体力と気力を回復し続ける。
  - 破壊の布告 - 「グリフォス」を召喚し、20秒間、キングナイトの後方から攻撃を行う。
  - 飛翔の布告 - 「バーダー」を召喚してキングナイトが背中に乗り、35秒間、空中を飛行できる。

ミニゲームとして、前述のトレーディングカードゲーム「ジョスタス」の対戦が各所で行われる。勝利すると相手のカードを貰え、敗北すると自分のカードを失う。拠点などにいる人物・チェスター（Chester）からは、新規カードの購入のほか、対戦でプレイヤーに有利な状況を作り出す「チート」の購入や失ったカードの買い戻しを行うことができる。
「ニューゲーム+」のプレイ時には、体力が通常より少なくなる代わりに得られるゴールドの量が増えるほか、ジョスタスの難易度が上昇する。

### ショベルナイト ショウダウン
『ショベルナイト ショウダウン』（英題：Shovel Knight Showdown）は、「キングオブカード」と同時配信されたモード。PC版および欧米ではこのモード単体の販売も行われている。ニンテンドー3DS版とPlayStation Vita版は非対応。
このモードは他のモードとは異なり、最大4人の同時プレイが可能な対戦アクションゲームとなっている。本編に登場する16体以上のキャラクターから選択し対戦を行う。また、ストーリーモードでは選択した操作キャラクターごとに異なる物語が展開されるが、共通している事として「スペクターオブトーメント」終盤にて発生した出来事となっている。

## 機種別の特徴
ニンテンドー3DS版とPlayStation Vita版は1人プレイ専用で、それ以外の機種では2人同時プレイに対応している。このほか、機種により以下のような特徴がある。
Wii U, ニンテンドー3DS, Nintendo Switch
ゲーム内容と連動するフィギュア「amiibo」の一種として2016年1月8日（日本では6月30日）に発売されたショベルナイトのamiiboに対応しており、使用すると以下の内容が追加される。なお、欧米ではプレイグナイト、スペクターナイト、キングナイト、黄金のショベルナイトのamiiboも2019年12月10日に発売された。
- カスタムナイト - ショベルナイトの見た目を任意で変更できる「カスタムナイト」が使用可能となる。カスタムナイトはゴールドの獲得によりレベルが上がり各種能力を会得する。
- チャレンジモードの新規ステージ - 本編クリア後に解禁されるチャレンジモードで、専用のステージが追加される。
- ショベルの妖精 - 「Treasure Trove」からの追加要素。拠点にいる妖精マダムミーボ（Madame Meeber）に話しかけると、ショベルナイトのような姿の妖精「ショベルの妖精」（Fairy of Shovelry）が冒険に同行し、アイテムの探索や敵への攻撃を行う。

このほか、ニンテンドー3DS版のみ以下の要素がある。
- すれちがい闘技場 - 本体機能のすれちがい通信を介してやってきた他のユーザーと対決するモード。宝石が配置されたステージ内で5秒の制限時間内により多くの宝石を取得するか相手に攻撃を当てると勝利となる。なお、対戦時は相手の姿が表示されない。

PlayStation 3, PlayStation 4, PlayStation Vita
SCEサンタモニカスタジオ開発のソフト『ゴッド・オブ・ウォー』シリーズを題材としたステージが登場する。
PC, Xbox One
レア等が開発するソフト『バトルトード』シリーズを題材としたステージが登場する。

## 登場人物

### メインキャラクター
ショベルナイト (Shovel Knight)
『ショベルオブホープ』の主人公。水色の騎士。
騎士道を重んじ、名の通りショベルを武器として扱う。
シールドナイト (Shield Knight)
大きな赤い盾を持つ女性騎士。

### ボクメツ騎士団
エンチャントレス (Enchantress)
ボクメツ騎士団を率いる魔女。運命の塔にいる。
ショベルオブホープのラスボスでシールドナイトの肉体を乗っ取った。
実体のない呪いの様な存在。
真の姿はレムナント・オブ・フェイト。
キングナイト (King Knight)
ボクメツ騎士団の一人。プライドムーア城を占拠している。『キングオブカード』では主人公となる。
非常に高慢かつ尊大な性格。ショベルナイトやスペクターナイトからはナルシスト呼ばわりされている。
スペクターナイト (Specter Knight)
ボクメツ騎士団の一人。リッチの庭を拠点にしている。『スペクターオブトーメント』では主人公となる。
自分よりも大きな鎌を武器とする死神。
かつてはドノヴァンという盗賊だった。
訳合って今はエンチャントレスの手先となっている。
プレイグナイト (Plague Knight)
ボクメツ騎士団の一人。爆発研究所を拠点にする騎士。『プレイグオブシャドウズ』では主人公となる。
様々な薬品を扱う錬金術師。
『スペクターオブトーメント』では分身する。
トレジャーナイト (Treasure Knight)
ボクメツ騎士団の一人。鉄のクジラ号を拠点にしている。
自分の船や宝物のみならず海さえも私有物の様に扱う傲慢で横暴な性格。
巨大な錨を得物として攻撃する。
モールナイト (Mole Knight)
ボクメツ騎士団の一人。古代都市を拠点にしている。
モグラのように土を掘り返し岩や溶岩で攻撃してくる。
『スペクターオブトーメント』では緑色のジェルも使って攻撃してくる。
フロストナイト (Polar Knight)
ボクメツ騎士団の一人。主人公同様にショベルを扱う老騎士。
難破船にてショベルナイトを待ち構える。
マシンナイト (Tinker Knight)
ボクメツ騎士団の一人。時計塔を拠点にしている。
スパナを投げてくる他、機械を駆使して攻撃してくる。
体力が他のボクメツ騎士団員の倍あり、追い詰められると巨大なマシンタンクに乗り込む。
プロペラナイト (Propeller Knight)
ボクメツ騎士団の一人。飛行船を拠点にしている。
ショベルナイトに対してフランス語混じりの挑発的な言葉を発する。
エストックで攻撃してくる他、自身の飛行船に援護砲撃を行わせる。

### その他のキャラクター
ブラックナイト (Black Knight)
ショベルナイトのライバル。同じくショベルを得物とし、『スペクターオブトーナメント』では愛馬テラーピンとの連携技も行う。
ショベルナイトとは幾度となく対峙する事になる。
テラーピン(Terrorpin)
ブラックナイトの愛馬で亀の様な甲羅を持っている。『スペクターオブトーナメント』で登場した。
リンゴマスキング (Troupple King)
巨大な魚「リンゴマス」の王。

## 開発
本作の開発が始まる前の2013年1月、ヨットクラブゲームズのメンバーが雑談をする中でNESソフトの話題になり、アクションゲーム『リンクの冒険』で剣先を下に向けた下突き攻撃を行う際の力学（攻撃がヒットした後にジャンプするという仕様）についての考察が行われた。彼らは各自でゲーム同様の動きをしながら検証していたが、その姿は剣を扱っているように見えなかった。そうした中、彼らの仕草を見ていたメンバーが「ショベルを持った騎士」と言い出したことで話が広がり、このことが後に本作の制作開始に繋がった。
本格的な開発に先駆け、ヨットクラブゲームズはKickstarterを通じたクラウドファンディングを2013年3月15日から同年4月14日までの期間に実施した。この中では目標最低額を7万5000ドルと設定していたが、結果的にその4倍超となる31万1502ドルの資金が集められ、目標最高額としていた30万ドルをも上回った。
日本向けのローカライズは、有限会社ハチノヨンが手掛けている。ローカライズするにあたっては、文章の邦訳だけではなく、一部グラフィックの差し替えや一部静止画部分のアニメーション化など様々な箇所に変更が加えられた。こうした方針は、ヨットクラブゲームズが考える「もしショベルナイトが日本で開発されたゲームだったら」という仮定を具現化する試みによるものである。
前述のように、本作には登場キャラクターの性別を変更する「ボディスワップ」機能が搭載されている。これはヨットクラブゲームズのジェンダー問題に対する姿勢が反映されたもので、作中のシールドナイトが単なる「囚われの姫君」ではなくショベルナイトと対等なキャラクターとして描かれているのもその一端である。これらの要素は、アメリカのテレビアニメ『アドベンチャー・タイム』における性別の転換を扱ったエピソード「フィオナとケイク」が着想のきっかけの一つとなっている。

## 受賞・ノミネート
- The Game Awards 2014（英語版） 「Best Independent Game」受賞[37]
- 2014 National Academy of Video Game Trade Reviewers（英語版） Awards 「Original Light Mix Score, New IP」「Game, Original Action」ノミネート[38]
- IGN Best of 2014 「Best 3DS Game」「Best Music」「Best Platformer」「Best Platformer - People's Choice」受賞[39][40][41]、「Best Overall Game」「Best Wii U Game」ノミネート[42][43]

## ショベルナイトの要素が登場する作品

### ゲームソフト
| 発売年 | タイトル                                           | 発売元                                           | ジャンル                         | 備考 |
| ------ | -------------------------------------------------- | ------------------------------------------------ | -------------------------------- | --- |
| 2012   | Cook, Serve, Delicious!                            | Vertigo Gaming                                   | 2Dアクションゲーム               | 2014年11月9日の更新により、ゲームプレイ時に使用するアバターの一つとしてショベルナイトが登場。 |
| 2013   | Two Brothers                                       | Ackk Studios                                     | アクションRPG                    | 端役としてショベルナイトが登場。 |
| 2013   | リパブリック                                       | ガンホー・オンライン・エンターテイメント         | ステルスゲーム                   | 背景のポスターやフロッピーディスクのラベル画像の一つにショベルナイトなどが描かれている。 |
| 2014   | アミーロ・ザ・アルマジロ                           | Fuzzy Wuzzy Games フライハイワークス             | アクションゲーム                 | 端役としてショベルナイトが登場。 |
| 2015   | Mighty Quest                                       | ユービーアイソフト                               | アクションRPG                    | 操作キャラクターの一人としてショベルナイトが登場。 |
| 2015   | Gryphon Knight Epic                                | Cyber Rhino Studios                              | 2Dアクションゲーム               | 端役としてショベルナイトが登場。 |
| 2015   | Shütsimi                                           | Choice Provisions                                | 横スクロールシューティングゲーム | 武器の一つとしてショベルブレードが登場。 |
| 2015   | Runbow                                             | 13AM Games クロスファンクション レイニーフロッグ | 2Dアクションゲーム               | 操作キャラクターの一人としてショベルナイトが登場。 |
| 2015   | Dino Run DX                                        | PixelJAM Games                                   | 2Dアクションゲーム               | 2016年5月19日の更新により、操作する恐竜の頭部デザインを差し替える要素の一つにショベルナイトのヘルメットが追加。 |
| 2015   | ASDAD: All-Stars Dungeons and Diamonds             | Giant Enemy Labs                                 | 対戦アクションゲーム             | 操作キャラクターの一人としてショベルナイトが登場。 |
| 2016   | Move or Die                                        | Those Awesome Guys                               | 対戦アクションゲーム             | 2016年4月29日の無料配信により操作キャラクターの一人としてショベルナイトが登場。原作よりも頭身が低く描かれている。 |
| 2016   | DICETINY: The Lord of the Dice                     | JnK                                              | ボードゲーム                     | プレイヤーキャラクターの一人としてショベルナイトが登場。 |
| 2016   | Mutant Mudds Super Challenge                       | Renegade Kid                                     | 2Dアクションゲーム               | 操作キャラクターの一人としてショベルナイトが登場。 |
| 2016   | 蒼き雷霆 ガンヴォルト 爪                           | インティ・クリエイツ                             | 2Dアクションゲーム               | ショベルナイトのamiiboを使用した際にボスキャラクターとしてショベルナイトが登場。 |
| 2016   | Creepy Castle                                      | Nicalis                                          | RPG                              | 端役としてショベルナイトが、操作キャラクターとしてプレイグナイトが登場。 |
| 2016   | Epic Manager - Create Your Own Adventuring Agency! | ManaVoid Entertainment                           | シミュレーションゲーム           | キャラクターが就くクラスの一つにショベルナイトがある。 |
| 2017   | フォーオナー                                       | ユービーアイソフト                               | アクションゲーム                 | プレイヤーの装備の一種としてショベルナイトの装備一式がある。 |
| 2017   | ブラスターマスター ゼロ                            | インティ・クリエイツ                             | 2Dアクションゲーム               | 2017年8月3日配信の有料DLCにより操作キャラクターとしてショベルナイトが登場。 |
| 2017   | Rivals of Aether                                   | Dan Fornace                                      | 対戦アクションゲーム             | 2018年9月14日配信の有料DLCにより操作キャラクターとしてショベルナイトが登場。 |
| 2017   | Yooka-Laylee                                       | Team17                                           | 3Dアクションゲーム               | 端役としてショベルナイトが登場。主人公のYookaとLayleeにアイテムの捜索を依頼する。 |
| 2017   | Super Senso                                        | ガンホー・オンライン・エンターテイメント         | シミュレーションゲーム           | 端役としてショベルナイトが登場。 |
| 2017   | Road Redemption                                    | EQ Games                                         | 3Dアクションゲーム               | 操作可能なオートバイライダーの一人としてショベルナイトが登場。 |
| 2017   | A Hat in Time                                      | Humble Bundle                                    | 3Dアクションゲーム               | 主人公が被る帽子の一種としてショベルナイトのヘルメットがある。 |
| 2017   | Brawlhalla                                         | ユービーアイソフト                               | 対戦アクションゲーム             | 2018年10月3日の更新により、操作キャラクターの見た目を変更するスキンとしてショベルナイト、ブラックナイト、プレイグナイト、スペクターナイト、キングナイト、エンチャントレスが登場。                                                         |
| 2018   | Aegis Defenders                                    | Humble Bundle                                    | 2Dアクションゲーム               | 端役としてショベルナイトが登場。原作よりも大柄に描かれている。登場人物の一人・バートにクエストを依頼する。 |
| 2018   | Runner3                                            | Choice Provisions                                | 2Dアクションゲーム               | 操作キャラクターの一人としてショベルナイトが登場。 |
| 2018   | Just Shapes & Beats                                | Berzerk Studio                                   | 2Dアクションゲーム               | 2019年12月4日の無料配信により、ショベルナイト、キングナイト、プレイグナイトを題材としたステージが追加。 |
| 2018   | Indie Pogo                                         | Lowe Bros. Studios                               | 対戦アクションゲーム             | 操作キャラクターの一人としてショベルナイトが登場。 |
| 2018   | Blade Strangers                                    | Nicalis ピッキー                                 | 対戦アクションゲーム             | 操作キャラクターの一人としてショベルナイトが登場。原作よりも大柄に描かれている。 |
| 2018   | 助けてタコさん                                     | Nicalis ピッキー                                 | 2Dアクションゲーム               | 端役としてショベルナイトが登場。主人公の「タコ」にショベルブレードを与える。 |
| 2018   | 大乱闘スマッシュブラザーズ SPECIAL                 | 任天堂                                           | 対戦アクションゲーム             | 戦いを支援するキャラクター「アシストフィギュア」の中の一体としてショベルナイトが登場。 また、能力強化要素「スピリッツ」用としてショベルナイト、シールドナイト、キングナイト、プレイグナイト、スペクターナイトのイラストが使用されている。 |
| 2019   | Forager                                            | Humble Bundle                                    | アクションアドベンチャーゲーム   | 主人公が身に着けるコスチュームの一つとしてショベルナイトの装備一式がある。 |
| 2019   | Katana ZERO                                        | Devolver Digital                                 | 2Dアクションゲーム               | ある部屋にショベルナイトのアーケードゲーム筐体がある。 |
| 2019   | Riverbond                                          | Cococucumber                                     | 3Dアクションゲーム               | 操作キャラクターの一人としてショベルナイトが登場。 |
| 2019   | ブラッドステインド:リチュアル・オブ・ザ・ナイト    | 505 Games                                        | 2Dアクションゲーム               | 敵キャラクターの一人「ショベルアーマー」として登場。原作よりも大柄に描かれている。 ショベルアーマーを召喚するシャード（結晶体）や、主人公ミリアムがショベルアーマーになる防具も存在する。                                                 |
| 2019   | Blasphemous                                        | Team17                                           | 2Dアクションゲーム               | ある部屋に飾られている絵画の一つにショベルナイトを描いたものがある。 |
| 2020   | Fall Guys: Ultimate Knockout                       | Devolver Digital                                 | バトルロイヤルゲーム             | 2021年4月10日より、操作キャラクターの見た目をショベルナイト風に変更するスキンが登場。 |
| 2021   | サイバーシャドウ                                   | ヨットクラブゲームズ                             | 2Dアクションゲーム               | Nintendo Switch版でショベルナイトシリーズのamiiboの使用により対応キャラクターがサポート役として登場。 |

なお、2019年発売の『インディヴィジブル 闇を祓う魂たち』は、開発時点ではショベルナイトの登場がアナウンスされていたが後に中止となった。

### その他
- Story War - Cantrip Gamesのカードゲーム。カードの一種にショベルナイトを描いたものがある[46]。
- The Reward: Tales of Alethrion（デンマーク語版） - デンマークのアニメ制作スタジオSun Creature StudiosによるWebアニメ。第2エピソード「The First Hero」の中で、ショベルナイトが1シーンの数秒間のみ登場する[72]。